# جنگ مشترک
جنگ مشترک (انگلیسی: Joint warfare) یک دکترین نظامی است که اولویت را به ادغام شاخه‌های مختلف نیروهای مسلح یک کشور در یک فرماندهی واحد می‌دهد. جنگ مشترک در اصل نوعی جنگ تسلیحاتی ترکیبی در مقیاس بزرگتر و ملی است که در آن نیروهای مکمل از نیروی زمینی، نیروی دریایی، نیروی هوایی، گارد ساحلی، نیروی فضایی و نیروهای ویژه یک کشور قرار است در عملیات مشترک با هم همکاری کنند، نه اینکه عملیات نظامی را جداگانه برنامه‌ریزی و اجرا کنند.
ریشه‌های جنگ مشترک را می‌توان به تأسیس فرماندهی عالی ورماخت در سال ۱۹۳۸، اولین ساختار فرماندهی عالی مشترک جهان، نسبت داد، اگرچه نباید آن را در همان سطح «مشترک بودن» ستاد مشترک نیروهای مسلح ایالات متحده آمریکا دانست.
وزارت دفاع ایالات متحده، که جنگ مشترک را به عنوان یک دکترین برتر برای نیروهای خود تأیید می‌کند، آن را «جنگ تیمی» توصیف می‌کند که «مستلزم به کارگیری یکپارچه و هماهنگ همه قابلیت‌های مناسب است. هم افزایی حاصل از آن، توانایی رزمی را در اقدام واحد به حداکثر می‌رساند.»  این اولویت بر وحدت ملی در تلاش‌ها به این معنی است که دست‌اندرکاران جنگ مشترک باید اهمیت فرآیند بین سازمانی، از جمله اولویت‌ها، قابلیت‌ها و منابع سایر سازمان‌های غیرمتحد (مانند سرویس‌های اطلاعاتی) را در برنامه‌ریزی نظامی تصدیق کنند.
وزارت دفاع ایالات متحده، عملیات نظامی انجام شده توسط نیروهای مسلح دو یا چند کشور متحد را عملیات ترکیبی می‌نامد.